# 湖南理工学院图书馆
湖南理工图书馆（英文：Library of Hunan Institute of Science and Technology），是湖南理工学院所属的大学图书馆。占地面积 6534 平方米，总建筑面积 37276.8 平方米。阅览座位 3000 余个，藏书 167.8 万余册，设计藏书量 200 万册。

## 历史
今湖南理工学院（前称：岳阳师范学院）于 1999 年 7 月由岳阳师范高等专科学校与岳阳大学合并而来。而湖南理工学院图书馆也经历过多次合并重建。

### 岳阳师范高等专科学校图书馆（1969-1999年）
1972 年岳阳师范高等专科学校（简称：岳阳师专）筹建图书馆。由两间教室组成。1979 年根据武汉大学襄阳分校的图书馆图纸，计划建成 5000 平米的独立馆舍。于 1980 年完成 2514 平米的一期工程，阅览座位 300 个。藏书 34 万册，以文理图书为主，并藏有《四庫全書》《大英百科全书》《申报》等，年均读者 2200 余人。二期工程因故取消。1998 年省纪委批准 1.08 万平米的新馆立项。

### 岳阳大学图书馆（1985年-1999年）
1985 年随岳阳大学创建，仅藏书 100 余本、报纸 10 余种，建筑 12 平米。曾在 200 平米左右的旧厂房中设置图书室，藏书至 1000 册（源于校史，信度存疑）。1986 年 10 月图书馆迁入教学大楼南楼，扩建为 2000 平米，其中 1000 平米为书库，800 平米为阅览室。设有采编部、典藏部、流通部、期刊部与读者服务部。藏书 16 万册，阅览座位 300 个，日均读者 200 余人。自建馆伊始至 1999 年，经历先后多次采购，并接受社会各界人士赠书，藏书增至 21 万余册。

### 岳阳师范学院图书馆（1999年-2003年）
1999 年两校合并，图书馆舍总面积 3300 平米，其中总馆 800 平米，分馆 2500 平米。具有书库、阅览室 22 个，阅览座位 2000 余个。与此同时，原岳阳师专的新馆舍进入了装修阶段。
2000 年 9 月，新馆投入使用，并命名为岳阳师范学院图书馆。由沈鵬 (書法家)为其提字。

### 湖南理工学院图书馆旧馆（2003年-2016年）
2003 年岳阳师范学院更名为湖南理工学院，图书馆更名为湖南理工学院图书馆。馆舍保持在原址，再次由沈鹏为其提字。
2008 年原岳阳大学图书馆图书，悉数迁移至湖南理工学院图书馆。2014 年 1 月 18 日新图书馆封顶。

### 湖南理工学院图书馆（2016年-至今）
2016 年 12 月 28 日湖南理工学院图书馆正式运营至今。旧馆已更改用途，为现今的“综合楼”。

## 馆藏
截止 2023 年底，湖南理工学院图书馆共有 167.8 万余册中外文书籍、120 万余册电子图书、100 万余册电子期刊与 63 个中外文数据库。并设有古籍、民国文献、屈学文献等特色阅览室。

## 馆务

### 概况
湖南理工学院图书馆日均进馆 3700 人次，学生每人每月借阅 0.11 册次，日均计算机使用 232 人次。年持证读者 25000人。图书馆下设 6 个部门，分别是办公室、资源建设部、读者服务部、文化与宣传服务部、信息教育与服务部与技术服务部。

### 服务
图书馆共 11 层，设有 5 台电梯，并覆盖校园无线网服务，每层均设有无障碍厕所。同时图书馆还设有自助借还系统、个人物品存取服务、研修室预约、免费计算机与自助文印等服务。图书馆没有遵照中国图书馆分类法进行布局，而是依照文、史、哲、法、经、理、工、艺术学等主题进行分类。图书馆向在校学生与教职工提供数字资源服务，知网曾以账号滥用导致的侵权为由发起诉讼，后撤诉。
| 楼层   | 馆藏与设施 |
| ------ | --- |
| 一层   | - 密集书库 - 自助借还系统 - 物品存取 - 研修室预约 - 服务台 - 新华书店 - 自习室                                                    |
| 二层   | - 免费计算机 - 自助文印 |
| 三层   | - 文学 - 语言、文字 |
| 四层   | - 哲学 - 历史、地理 - 文化、教育、体育                                                                                            |
| 五层   | - 马克思主义理论 - 社会科学 - 政治、法律 - 军事                                                                                   |
| 六层   | - 经济 |
| 七层   | - 工业技术 |
| 八层   | - 自然科学总论 - 数理科学和化学 - 天文、地球科学 - 生物科学 - 医药、卫生 - 农业科学 - 交通运输 - 航空航天 - 环境科学、安全 - 科学 |
| 九层   | - 艺术 |
| 十层   | - 校史馆 |
| 十一层 | - 会议室 |